# Miguel Teurbe Tolón
Miguel Teurbe Tolón y de la Guardia (Matanzas, Capitanía General de Cuba, 29 de septiembre de 1819 – Matanzas, Capitanía General de Cuba, 16 de noviembre de 1858) fue un escritor y profesor español. Diseñó el escudo y la bandera de Cuba a partir de una idea del venezolano Narciso López.

## Biografía
Cursó sus primeros estudios en una escuela pública de su natal Matanzas y con varios profesores particulares, de los que aprendió latinidad, retórica, ciencias naturales y filosofía. Estudió también inglés, francés e italiano. Colaboró en diferentes periódicos como Aguinaldo Matancero y La Aurora del Yumurí,  del cual fue redactor jefe. Entre sus oficios estaban el de intérprete oficial de la Real Hacienda, profesor de retórica, historia, inglés, filosofía y esgrima. Impartió clases además de Filosofía Natural en la Sociedad Filarmónica de Matanzas. 
Autor de dos obras teatrales: Un casorio y Una noticia,  las cuales se representaron en Matanzas. Impartió clases de Literatura en la Escuela Auxiliar de la Universidad de La Habana, y más tarde fue nombrado socio facultativo del Liceo Artístico y Literario de La Habana en el año 1848.
Prestó servicios literarios en El Faro Industrial, La Piragua, La Prensa, La Floresta Cubana, Brisas de Cuba y el El Duende, entre otros. 
En 1848 tuvo que emigrar a los Estados Unidos a causa de sus ideas independentistas, dedicándose al magisterio y asumiendo la secretaría de la Junta Cubana Anexionista en la ciudad de Nueva York. Tuvo bajo su responsabilidad la sección hispanoamericana del New York Herald. Escribió varios poemas en inglés los cuales fueron publicados en la revista Waverley Magazine. Algunas de sus poesías están recogidas  en El laúd del desterrado (1858).
Enfermo, retornó a su patria natal en agosto de 1857, tras haber sido anulada la condena a muerte que se le había impuesto. Murió el 16 de octubre de ese mismo año.

Actual Bandera de Cuba, 1849.

Escudo de Cuba, 1849.

- Datos: Q2884824
- Multimedia: Miguel Teurbe Tolón / Q2884824